# Vindarnas kör
Vindarnas kör (ursprungligen Vindarnes Chor) är en sång komponerad för manskör av Nils Peter Möller. Den kallas även Upp genom luften efter texten.
Texten är skriven av Per Daniel Amadeus Atterbom och hämtad från sagospelet Lycksalighetens ö. 

## Andra texter till melodin
- Arbetets söner
- Brusten är snaran
- Uppstånden är Kristus – melodi nr 5 i Turturdufvans röst
- Bröder när gyllene bålarna flöda – dryckesvisa med text av August Blanche[2]

## Film
Sången framförs i den svenska långfilmen Skanör-Falsterbo (1939).